# The Kid Laroi
Чарльтон Кеннет Джеффрі Говард (англ. Charlton Kenneth Jeffrey Howard, нар. 17 серпня 2003, Сідней, Австралія), більш відомий, як The Kid Laroi (стилізується як The Kid LAROI) — австралійський реп-виконавець та співак. 
Вперше став відомим завдяки пісні «Let Her Go». Він також відомий завдяки пісням «Diva» (за участі Lil Tecca), «Addison Rae» та «Go» (спільно з Juice WRLD).

## Дитинство
Народився 17 серпня 2003 року в місті Сідней, Австралія. У віці 7 років переїхав до Broken Hill. В 11 років повернувся до Сіднея, де й почав писати перші пісні. Його дитячу увагу привернули такі хіп-хоп виконавці як Fugees, Еріка Баду та 2pac.

## Кар'єра

### 2015—2019
Говард створив дует під назвою «Dream Team» зі своїм наставником і продюсером звукозаписів DJ Ladykiller (справжнє ім'я якого — Маркус) у 2015 році. Дует згодом розпався з невідомих причин.
16 серпня 2018 року The Kid Laroi випустив дебютний мініальбом 14 With a Dream.
У 2019 році він підписав контракт із звукозаписною компанією американського репера Ліл Біббі. Згодом наставником The Kid Laroi став репер Juice WRLD, коли він підтримував його у його австралійських національних турах у 2018 та 2019 роках. У грудні The Kid Laroi привернув міжнародну увагу, коли кліп на його пісню «Let Her Go» був завантажений на YouTube-канал Lyrical Lemonade [Архівовано 21 березня 2021 у Wayback Machine.].

### 2020— тепер: співпраця, «F*ck Love» та майбутній дебютний студійний альбом
18 липня The Kid Laroi опублікував обкладинку та дату виходу свого мікстейпу F*ck Love у Твіттер.
23 жовтня він випустив провідний сингл проєкту «So Done», який супроводжувався музичним кліпом «Lyrical Lemonade» режисера Коула Беннета. 17 грудня Laroi випустив кліп на «Without You» режисера Стіва Кеннона.
28 січня 2021 року Laroi випустив нову пісню під назвою «Still Chose You», створену продюсером звукозапису Mustard, в історії Instagram як провідний сингл свого майбутнього дебютного студійного альбому, який планується випустити разом із музичним відеокліпом Lyrical Lemonade. Режисером буде Коул Беннет. 19 березня 2021 року Laroi був представлений на шостому студійному альбомі Justice Джастіна Бібера.

## Особисте життя
В даний час Laroi проживає в Лос-Анджелесі, штат Каліфорнія, разом зі своєю матір'ю та молодшим братом Остіном.